# Hormathia georgiana
Hormathia georgiana är en havsanemonart som beskrevs av Oscar Henrik Carlgren 1927. Hormathia georgiana ingår i släktet Hormathia och familjen Hormathiidae. Inga underarter finns listade i Catalogue of Life.